# Procesy eoliczne

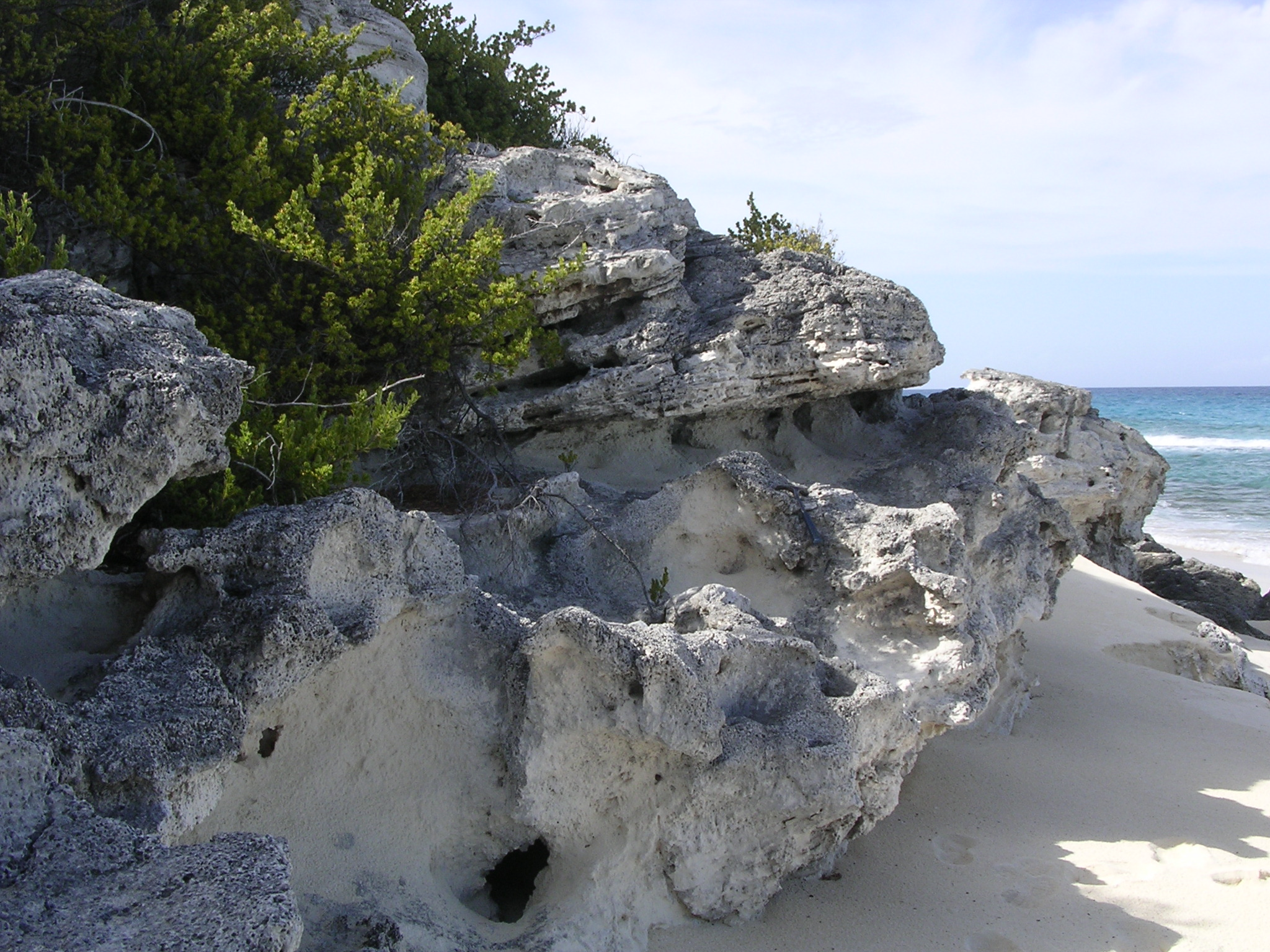
Skały na wyspie Long Island (Bahamy) ukształtowane w procesie eolicznym

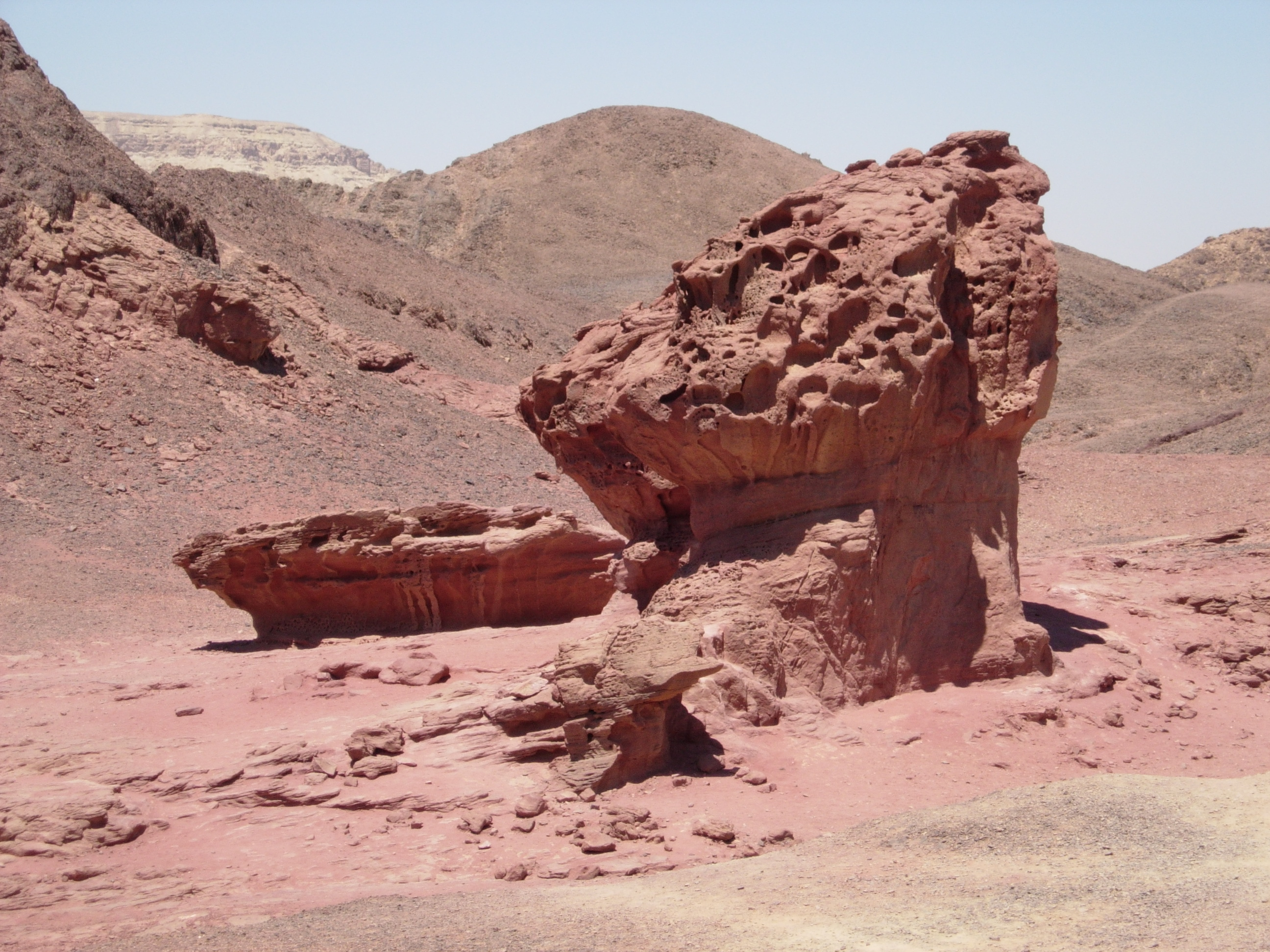
Formy skalne na pustyni Negew powstałe w wyniku działania wiatru

Procesy eoliczne, erozja eoliczna (wiatrowa) – to określenie wszelkiej działalności wiatru na rzeźbę terenu, jedna z zewnętrznych sił rzeźbotwórczych.
Warunkiem wystąpienia procesów eolicznych jest obecność w podłożu drobnoziarnistego, luźnego nie utrwalonego przez roślinność, suchego materiału mineralnego oraz osiągnięcie przez wiatr prędkości wystarczającej do jego uruchomienia i przemieszczania.
W skład procesów eolicznych zalicza się: deflację, transport eoliczny i korazję oraz akumulację eoliczną.
Na działalność niszczącą erozji eolicznej składają się deflacja, czyli wywiewanie zwietrzałego materiału skalnego (w wyniku tego procesu powstają m.in. rynny deflacyjne, wanny deflacyjne, misy deflacyjne, wydmuszyska, ostańce deflacyjne, bruki deflacyjne), oraz korazja, czyli szlifowanie, ścieranie i żłobienie powierzchni skalnych przez piasek niesiony wiatrem (w wyniku tego procesu powstają m.in. wygłady eoliczne, bruzdy korazyjne, jardangi, graniaki wiatrowe, grzyby skalne, okapy skalne).
Działalność akumulacyjna erozji eolicznej objawia się w mikroformach (m.in. zmarszczki eoliczne, języki piaszczyste), mezoformach (wydmy piaszczyste) oraz makroformach (długie i szerokie wały piaszczyste – draa). Pochodzenia eolicznego są także lessy formujące ciągłe pokrywy (płaty) o zróżnicowanej miąższości i wielkości - od izolowanych wysp, poprzez całe mezoregiony (np. Płaskowyż Nałęczowski), aż po rozległe krainy (Chiński Płaskowyż Lessowy).
Procesem erozji eolicznej mającym główny wpływ na działalność niszczącą i akumulacyjną jest działalność transportowa wiatru. Drobne cząstki skalne (piasek) mogą być przez wiatr poruszane, przesuwane, toczone, podrzucane i unoszone. W wyniku tego poruszania zaokrągleniu ulegają ziarna piasku, wywiewany wiatrem piasek może szlifować i ścierać powierzchnie skalne, by w końcu zostać zakumulowanym.
Procesy eoliczne są jednymi z najbardziej powszechnych procesów morfogenetycznych.
Największe natężenie występowania procesów eolicznych ma miejsce na obszarach pustynnych i półpustynnych. W innych strefach klimatycznych występują głównie na wybrzeżach morskich oraz na polach poza okresem wegetacyjnym. W wyniku tych procesów powstają nowe formy terenu, jak wydmy (akumulacja eoliczna), grzyby skalne (korazja), czy pokrywy lessowe powstałe przez transport i późniejszą akumulację pyłu pustynnego z pustyń na obszary pozapustynne.